# Progress

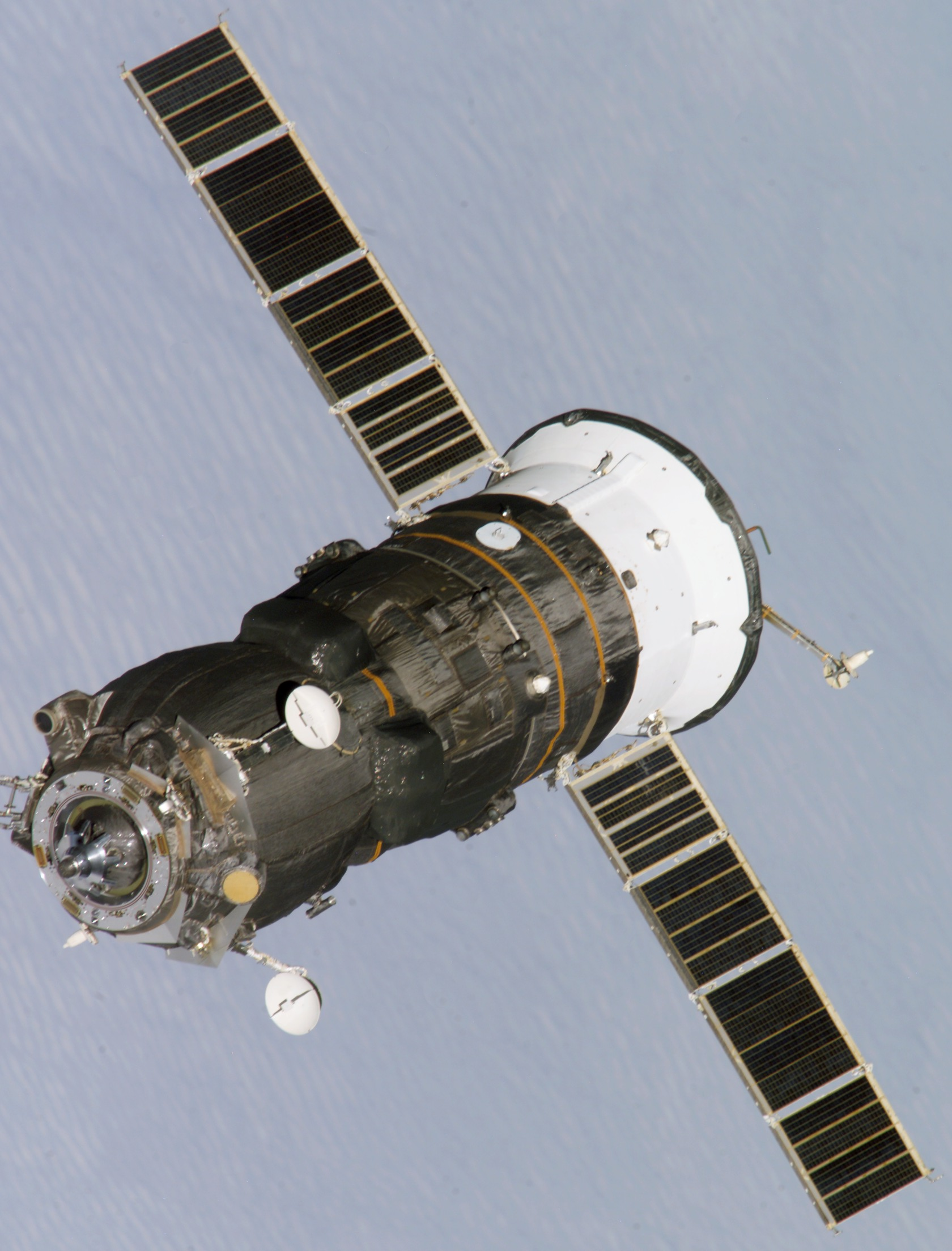
Nave Progress da ISS (NASA)

Progress é uma nave espacial não tripulada, derivada da nave russa Soyuz e também lançada pelo veículo de lançamento Soyuz. Actualmente é utilizada para reabastecer a Estação Espacial Internacional (ISS), complementando o que as duas Soyuz tripuladas anuais conseguem transportar. Realizam-se entre três a quatro voos por ano. Cada nave permanece acoplada até pouco antes da nova chegar e é, posteriormente, enchida com o desperdício, desacoplada, retirada de órbita e destruída na atmosfera.
Ao contrário da japonesa Kounotori, a Progress é capaz de acoplar-se automaticamente à ISS, como o cargueiro europeu Júlio Verne 